# Maniukowskaja
Maniukowskaja (ros. Манюковская) – wieś (dieriewnia) w Rosji, w obwodzie wołogodzkim, w rejonie tarnogskim. W 2010 liczyła 26 mieszkańców.